# Јерли Прелез
Јерли Прелез (алб. Prelez i Jerlive) је насељено место у општини Урошевац, на Косову и Метохији. Према попису становништва из 2011. у насељу је живело 1.510 становника.

## Становништво
Према попису из 2011. године, Јерли Прелез има следећи етнички састав становништва:
| Националност | 2011.          |
| Албанци      | 1.506 (99,74%) |
| Бошњаци      | 2 (0,13%)      |
| недоступно   | 2 (0,13%)      |
| Укупно       | 1.510          |

| Демографија | Демографија | Демографија |
| Година      | Становника  | Становника  |
| ----------- | ----------- | ----------- |
| 1948.       | 843         |             |
| 1953.       | 864         |             |
| 1961.       | 941         |             |
| 1971.       | 1.046       |             |
| 1981.       | 1.242       |             |
| 1991.       | 1.435       |             |
| 2011.       | 1.510       |             |